# Velké Hoštice
Velké Hoštice (německy Groß Hoschütz, polsky Goszczyce Wielkie) jsou obec v okrese Opava v Moravskoslezském kraji. Žije v ní přibližně 1 800 obyvatel.
Ve vzdálenosti tři kilometry východně leží město Kravaře, pět kilometrů západně Opava, sedmnáct kilometrů východně Hlučín a dvacet kilometrů jižně Bílovec.
Několikrát do roka se zde pořádají slavnosti jako jsou například Dětský den (jedna z největších slavností v okresu Opava), stavění máje, dožínky.[zdroj?]

## Název
Na vesnici bylo přeneseno původní pojmenování jejích obyvatel Hoščici odvozené od osobního jména Hoščě, jehož starší podoba Hošča byla (starobylou) domáckou podobou některého jména obsahujícího -host- (např. Hostimil, Hostivar, Čáhost, Dobrohost). Význam místního jména byl „Hoščovi lidé“. Přívlastek Velké (latinsky Maior, německy Groß) sloužil k odlišení od sousedních Malých Hoštic. Německé jméno vzniklo z českého.

## Historie
První písemná zmínka o obci pochází z roku 1222.

## Obyvatelstvo
| Rok            | 1869  | 1880  | 1890  | 1900  | 1910  | 1921  | 1930  | 1950  | 1961  | 1970  | 1980  | 1991  | 2001  | 2011  | 2021  |
| -------------- | ----- | ----- | ----- | ----- | ----- | ----- | ----- | ----- | ----- | ----- | ----- | ----- | ----- | ----- | ----- |
| Počet obyvatel | 1 125 | 1 094 | 1 122 | 1 168 | 1 146 | 1 269 | 1 558 | 1 399 | 1 564 | 1 466 | 1 588 | 1 613 | 1 657 | 1 756 | 1 772 |
| Počet domů     | 174   | 169   | 170   | 161   | 171   | 203   | 263   | 270   | 281   | 294   | 336   | 388   | 409   | 440   | 481   |

## Obecní správa

### Obecní symboly
Znak a vlajka byly obci uděleny rozhodnutím předsedy Poslanecké sněmovny Parlamentu České republiky dne 17. října 1997.

## Pamětihodnosti
- Barokní kostel svatého Jana Křtitele
- Kaplička Panny Marie
- Socha svatého Jana Nepomuckého
- Zámek Velké Hoštice
- Naučná stezka Velkohoštickým zámeckým parkem

## Významní rodáci
- Ferenz Albert (1907–1984), akademický malíř a restaurátor[10]
- René Nebesky-Wojkowitz (1923–1959), etnolog a tibetolog[11]

## Galerie

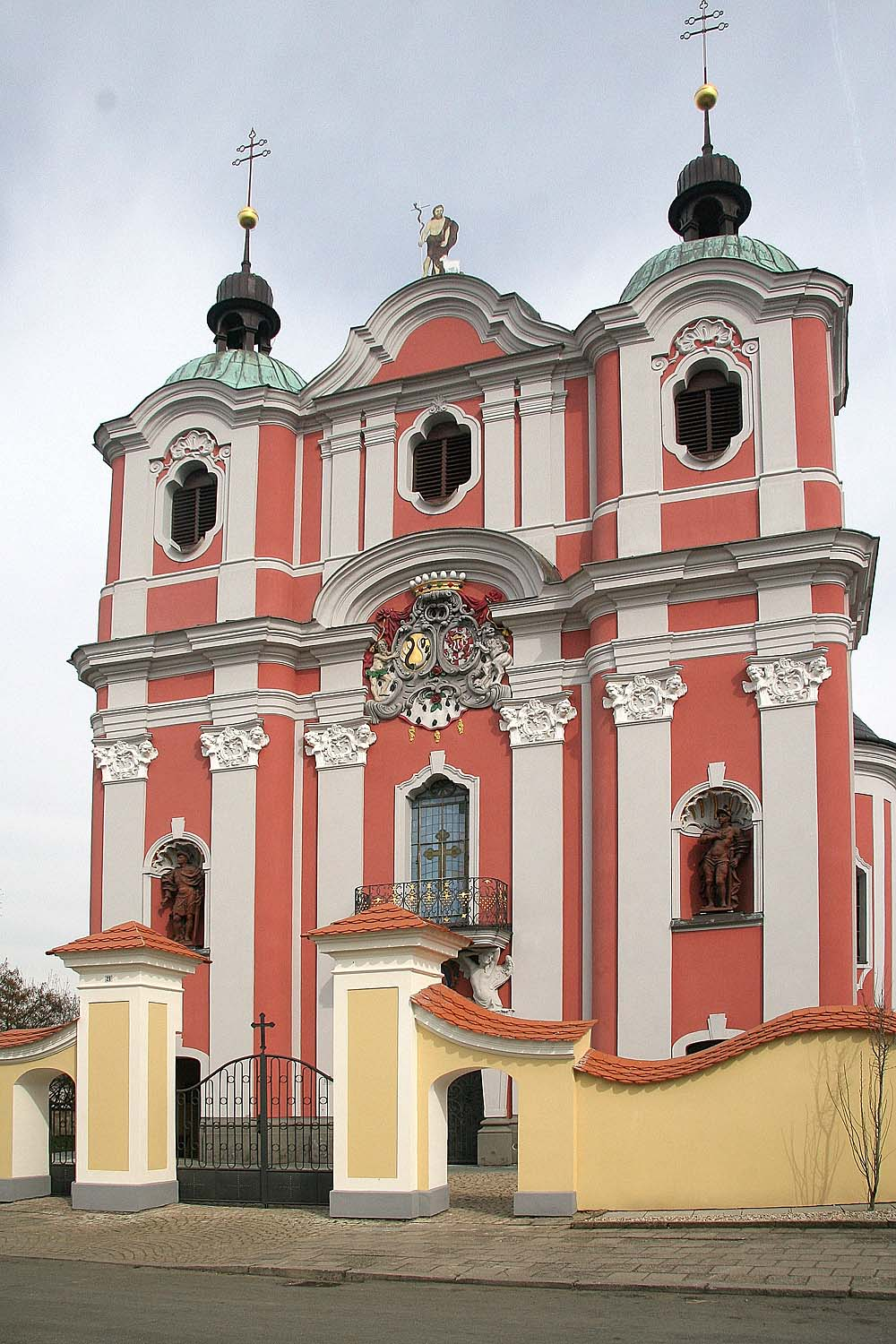
Kostel svatého Jana Křtitele
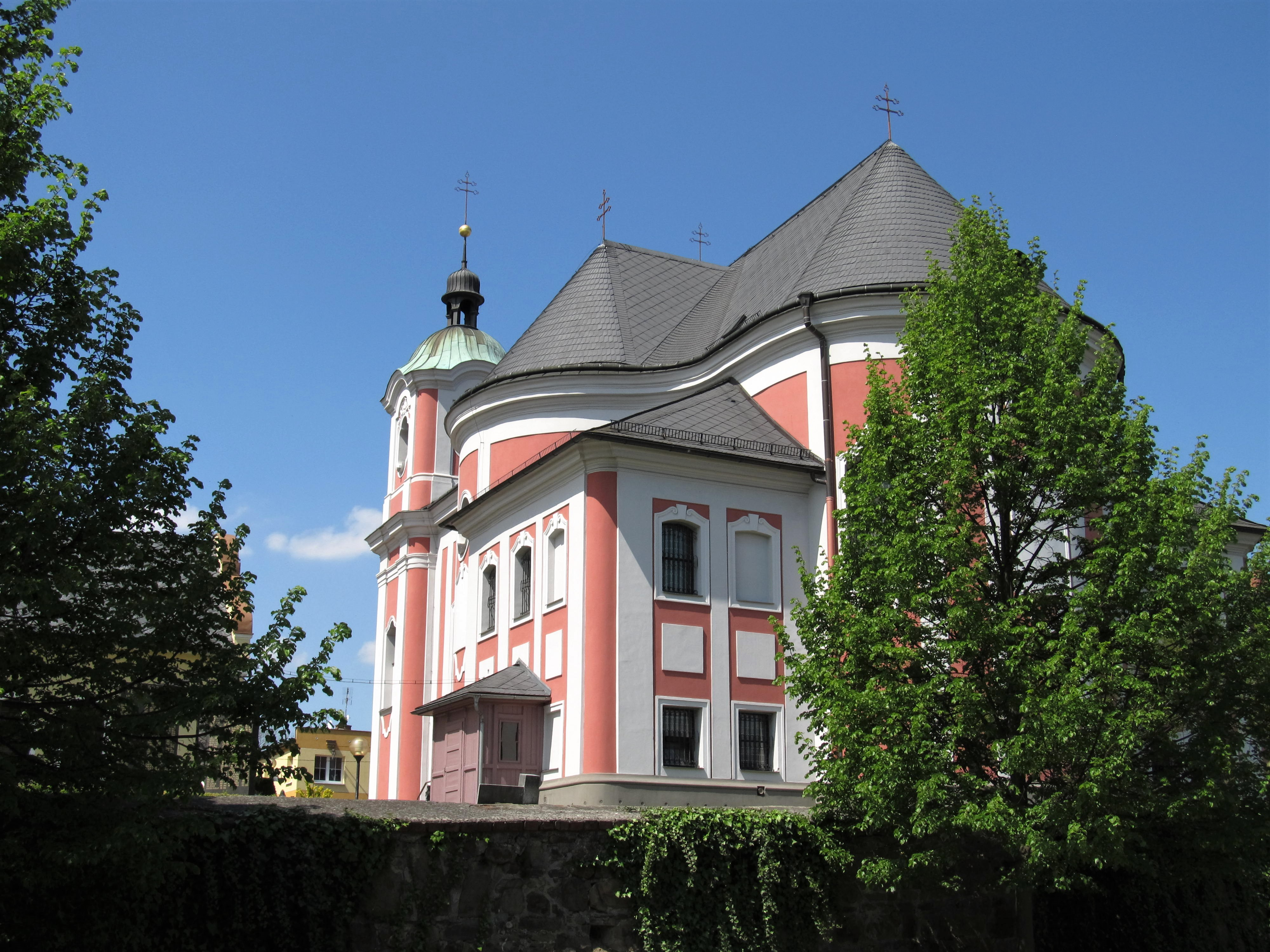
Kostel sv. Jana Křtitele
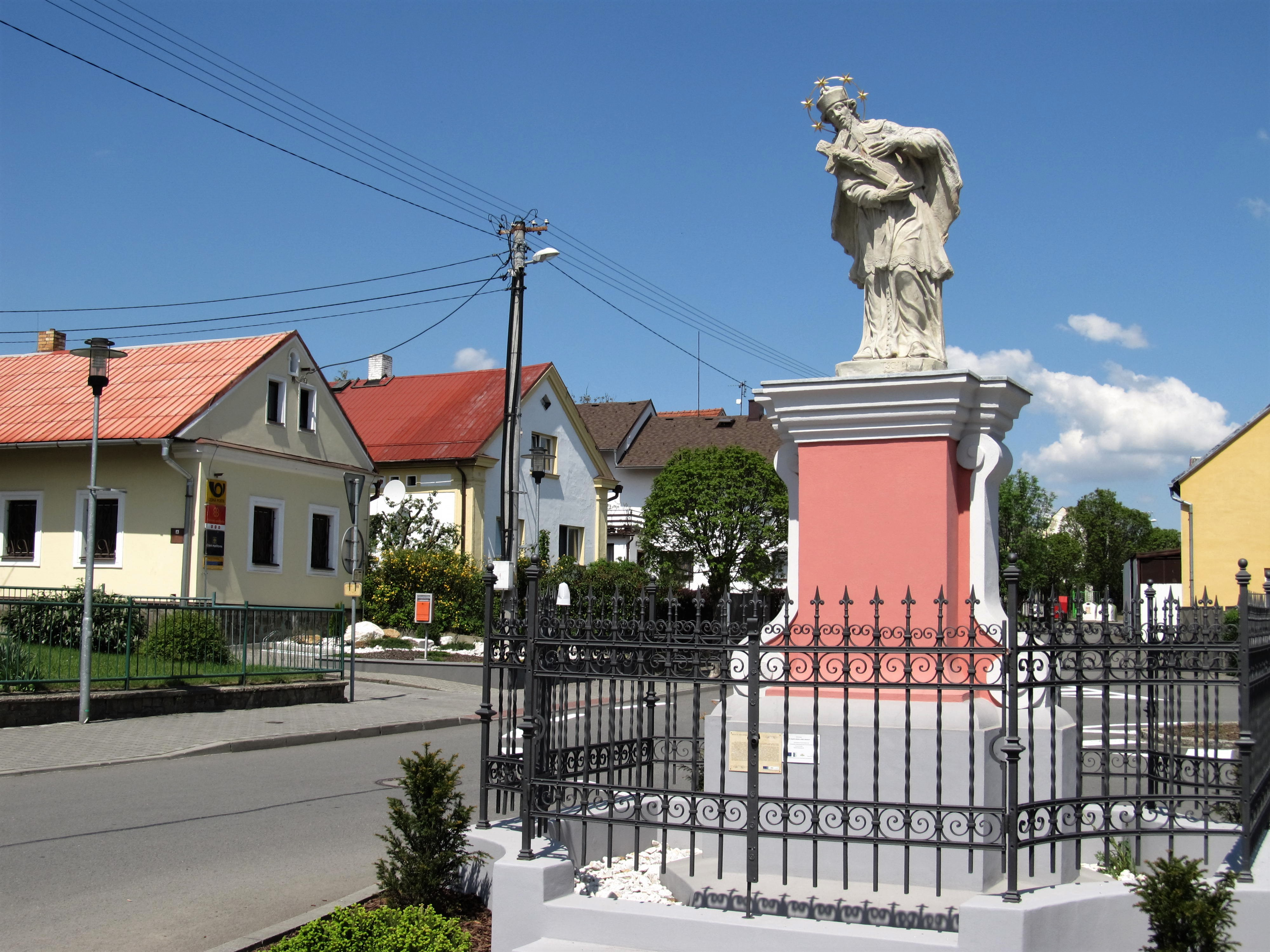
Náměstí se sochou sv. Jana Nepomuckého
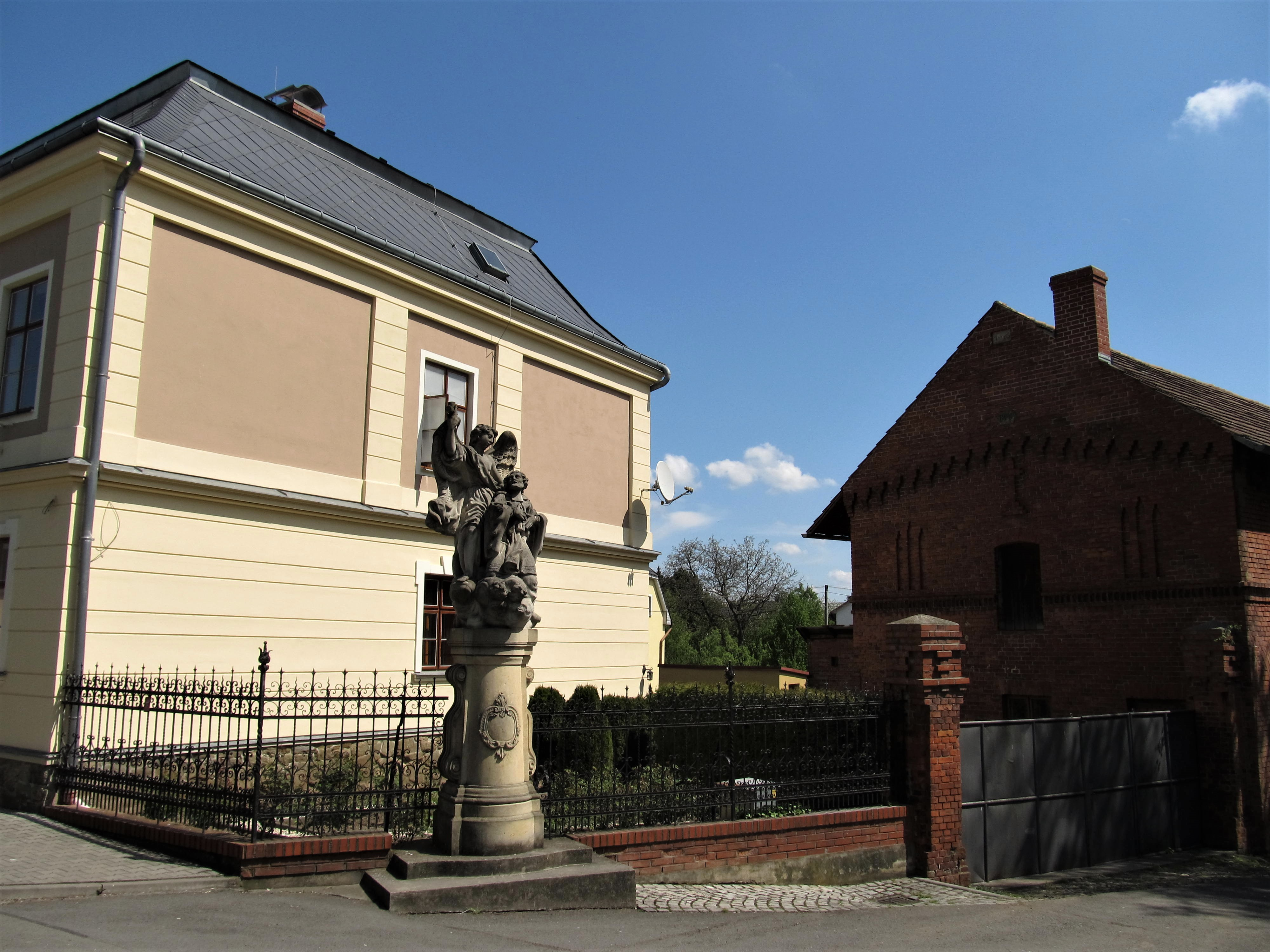
Socha sv. Jana Nepomuckého v Zámecké ulici
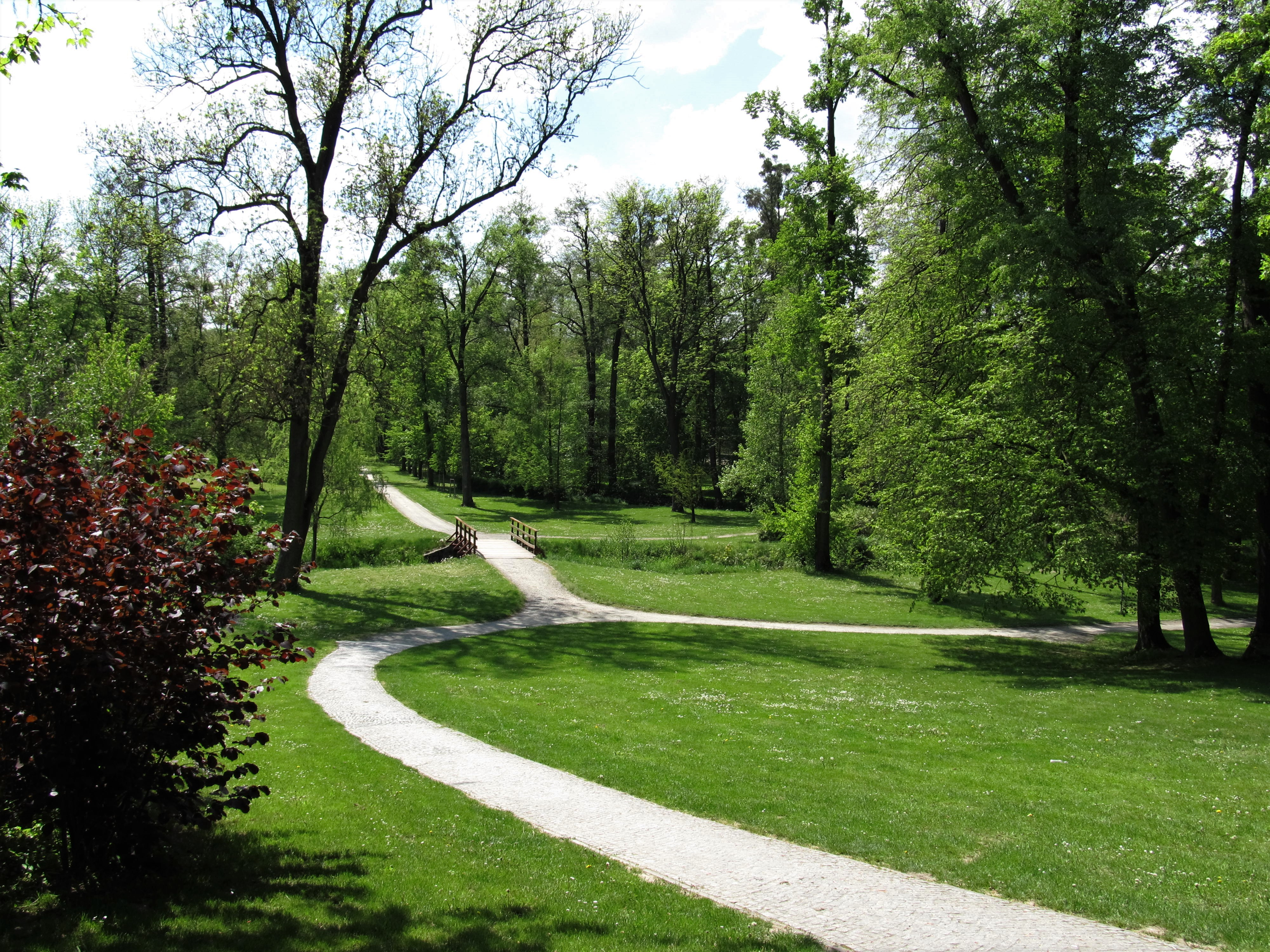
Zámecký park
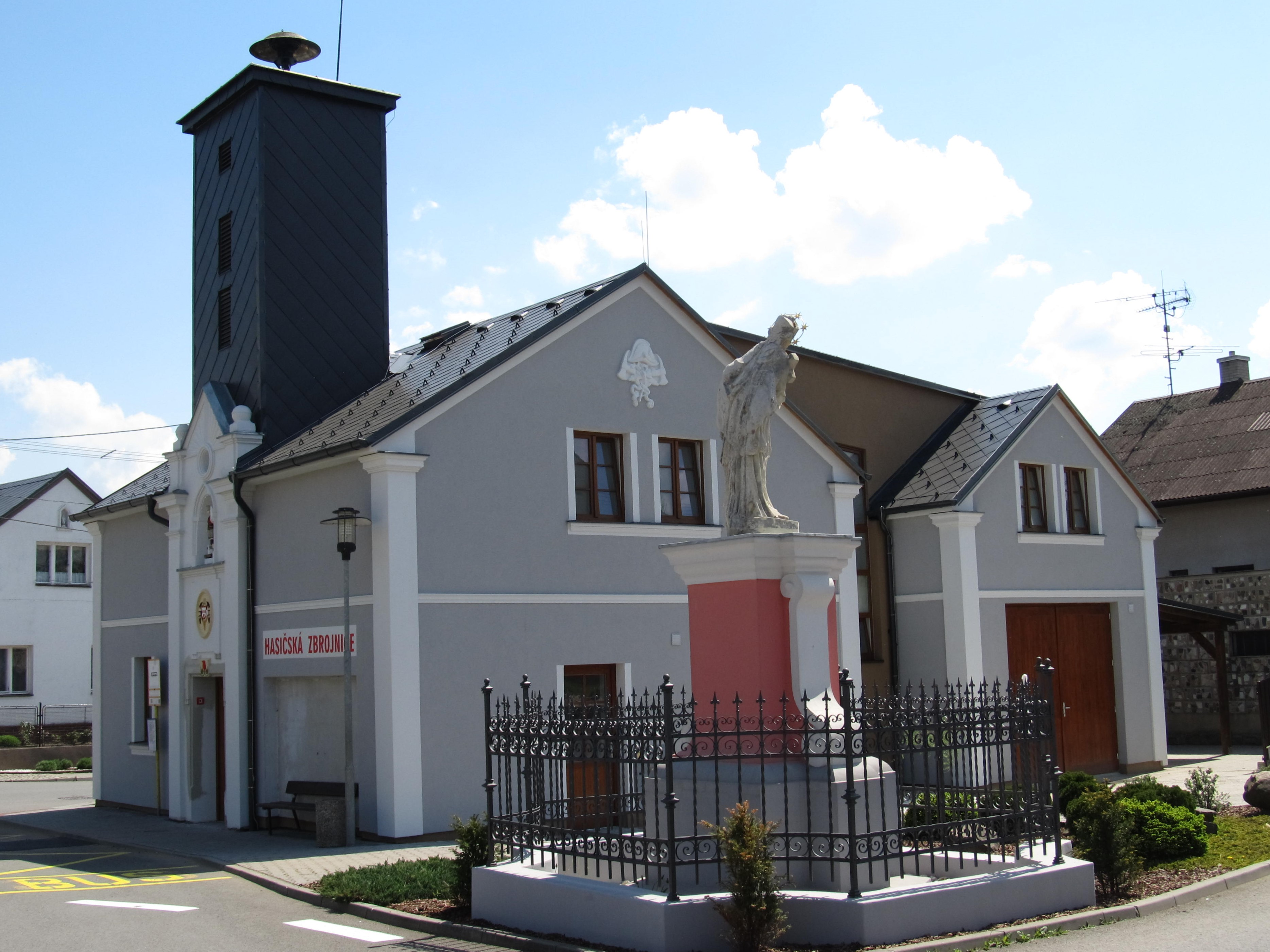
Hasičská zbrojnice
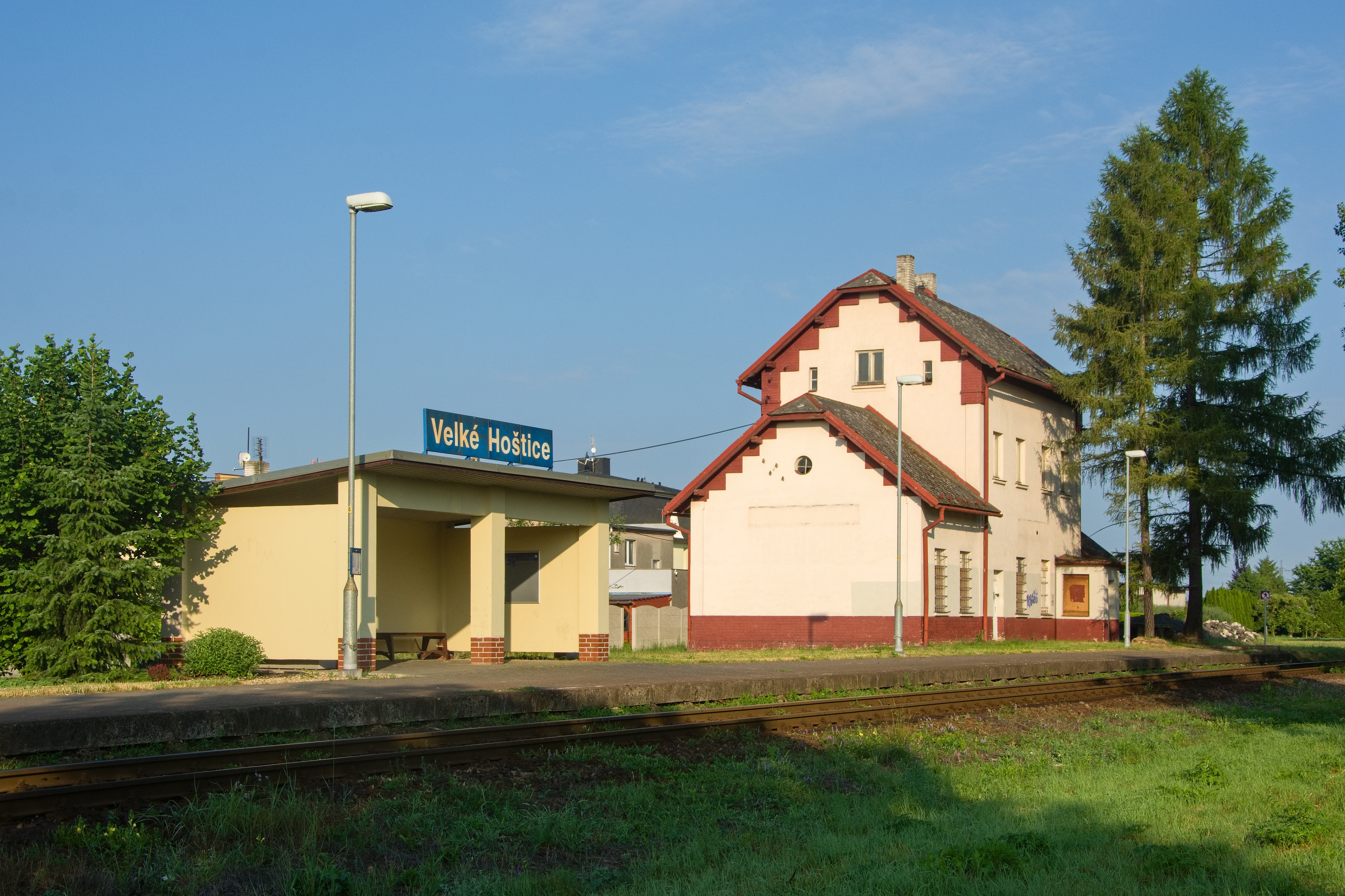
Nádraží
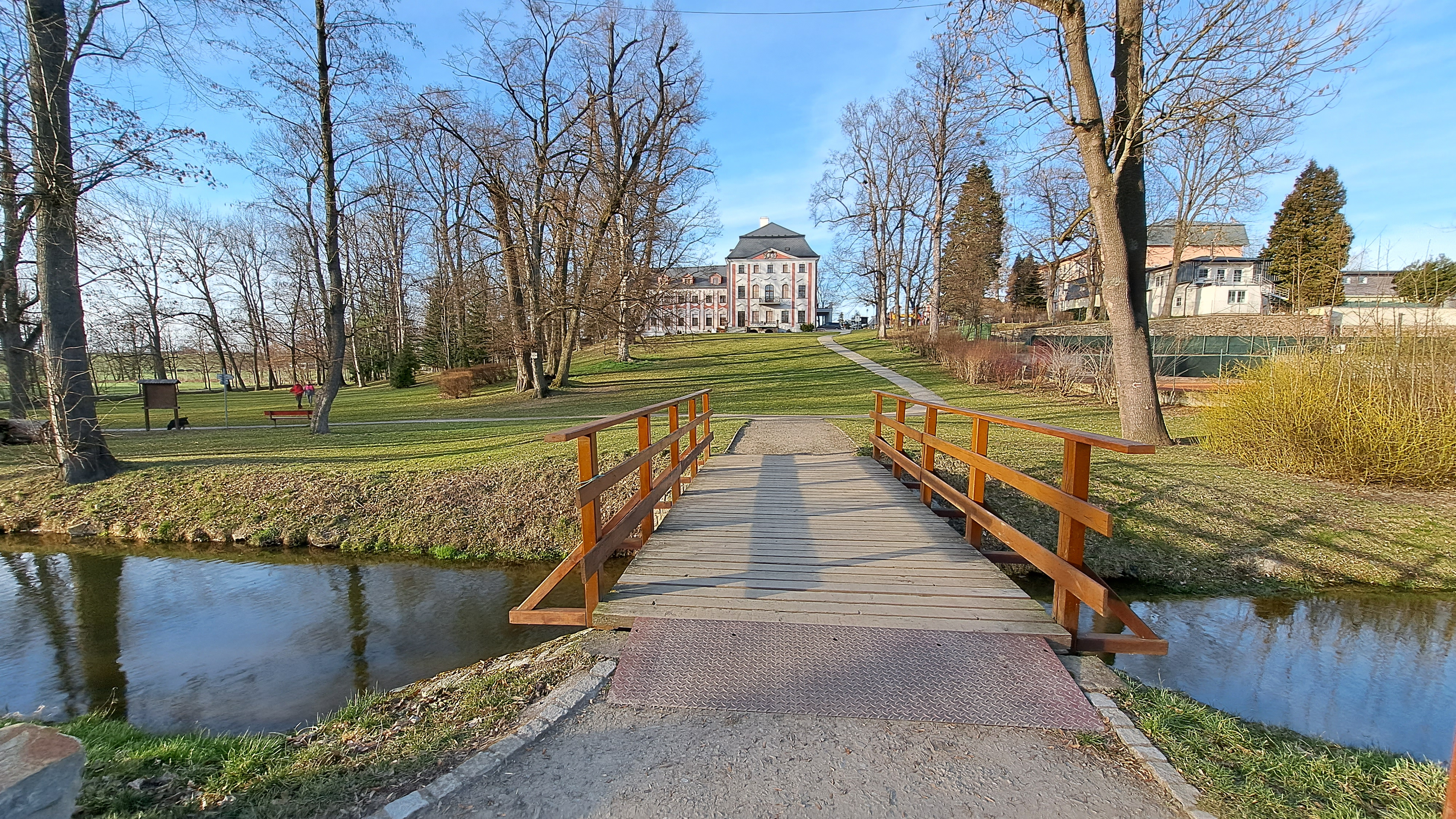
zámek s parkem